# Halacarsantia justi
Halacarsantia justi är en kräftdjursart som beskrevs av Wolff 1989. Halacarsantia justi ingår i släktet Halacarsantia och familjen Santiidae. Inga underarter finns listade i Catalogue of Life.